# تام میرزاحسن
تام میرزا حسن، روستایی است از توابع بخش مرکزی شهرستان سرخس در استان خراسان رضوی.
این روستا در دهستان سرخس قرار دارد و بر اساس سرشماری سال ۱۳۸۵ جمعیت آن (۴۶۶ خانوار) ۲۱۸۰ نفر 
است.

## منبع
1. ↑  «نتایج سرشماری ایران در سال ۱۳۸۵». درگاه ملی آمار. بایگانی‌شده از روی نسخه اصلی در ۲۱ آبان ۱۳۹۲.

- سایت ریسمون